# Scythocentropus inquinata
Scythocentropus inquinata là một loài bướm đêm trong họ Noctuidae.